# Османски ратови у Азији
Османски ратови у Азији се односе на ратове у којима је учествовало Османско царство у Азији. Османско царство је основано почетком 14. века. Настало је у северозападној Анадолији (азијски део модерне Турске) где је био мали бејлик (кнежевина). Његов главни ривал било је Византијско царство. 1350 -их година Османлије су успеле прећи пролаз Дарданеле и на крају су освојиле целу југоисточну Европу. Иако су своја проширења углавном концентрисали у Европи, они су такође проширили своје територије у Азији, углавном на Плодном полумесецу и Арапском полуострву.

## Ратови против осталих бејлика
У раном 14. веку, постојали су многи турски бејлици у Анадолији. Први султан је био Осман I и он је био опрезан да не испровоцира остале бејлике. Освојио је неколико бејлика, а Мурат I је успео да створи хегемонију у већини бејлика у Анадолији преко дипломатије, и уврстио их у османски бејлик. Бајазит I је наставио експанзију са оштријим методама. На крају 14. века, скоро сви бејлици су били у оквиру османског царства. Међутим, бејлици су након 1402. године повратили своју независност, да би поново постали део османског царства у време владавине Мехмета I, Мурата II и Мехмета Освајача.

## Ратови против Туркмена у источној Анадолији
Крајем 14. века источно од Централне Анадолије, територија је била под хегемонијом туркменског вође по имену Кади Бурханедин. Бајазит I је безуспешно покушао да освоји његову територију. Након његове смрти и краткотрајне владавине Тимурида, Османлије су се суочиле са моћнијим ривалом. У 15. веку племена на истоку уједињена су у племенску конфедерацију по имену Акојунлу (турска фраза која значи "беле овце"). 1473. Мехмед I је победио аккојунлу султана Узун Хасана у бици код Отлукбелија. Након ове битке, сва Средња Анадолија и делови Источне Анадолије постали су османски поседи.

## Ратови против Мамелука
Египат је био под влашћу војне касте, Мамелука. Мамелуци су првобитно били Турци и Черкези. Османлије нису успеле победити Мамелуке у почетним сукобима током владавине Бајазита II. Међутим, Мамелуци су подржавали Сафавидску Персију против Османлија, што је османском султану Селиму I дало неопходан разлог за вођење рата с Египтом.
Његов велики везир Хадим Синан-паша победио је Дулкадир Бејлик у југоисточној Анадолији, мамелучког вазала 1516. Рамазан Бејлик, други вазал мамелука у Чукуровој (Киликија) добровољно је прихватио османски сузеренитет. Током Селимовог дугог похода на Египат 1516-18, Мамелуци су три пута поражени; у бици код Марж Дабика, бици код Јаунис Кана и битци код Риданије (првом и трећом је лично командовао Селим, а другом Хадим Синан-паша). Сирија, Израел, Палестина, Јордан и Либан, као и Египат пали су под османску власт. Регион Хејаз (Саудијске Арабије) добровољно је прихватио османски суверенитет.